# Сельчук Кан
Сельчук Кан (тур. Selçuk Can; нар. 10 серпня 1995, Шанлиурфа, провінція Шанлиурфа) — турецький борець греко-римського стилю, дворазовий бронзовий призер чемпіонатів світу, чемпіон та дворазовий бронзовий призер чемпіонатів Європи, бронзовий призер Кубку світу.

## Спортивні результати на міжнародних змаганнях

### Виступи на Чемпіонатах світу
| Змагання                        | Збірна    | Вагова категорія                 | Місце  |
| ------------------------------- | --------- | -------------------------------- | ------ |
| Чемпіонат світу з боротьби 2022 | Туреччина | греко-римська боротьба, до 72 кг | Бронза |
| Чемпіонат світу з боротьби 2023 | Туреччина | греко-римська боротьба, до 72 кг | Бронза |

### Виступи на Чемпіонатах Європи
| Змагання                         | Збірна    | Вагова категорія                 | Місце  |
| -------------------------------- | --------- | -------------------------------- | ------ |
| Чемпіонат Європи з боротьби 2020 | Туреччина | греко-римська боротьба, до 72 кг | Бронза |
| Чемпіонат Європи з боротьби 2021 | Туреччина | греко-римська боротьба, до 72 кг | 8      |
| Чемпіонат Європи з боротьби 2023 | Туреччина | греко-римська боротьба, до 72 кг | Бронза |
| Чемпіонат Європи з боротьби 2024 | Туреччина | греко-римська боротьба, до 72 кг | Золото |

### Виступи на Кубках світу
| Змагання                    | Збірна    | Вагова категорія                 | Місце  |
| --------------------------- | --------- | -------------------------------- | ------ |
| Кубок світу з боротьби 2016 | Туреччина | греко-римська боротьба, до 71 кг | Бронза |
| Кубок світу з боротьби 2022 | Туреччина | команда                          | 4      |

### Виступи на інших змаганнях
| Змагання                                                      | Збірна    | Вагова категорія                 | Місце  |
| ------------------------------------------------------------- | --------- | -------------------------------- | ------ |
| Турнір Вехбі Емре і Гаміта Каплана 2015                       | Туреччина | греко-римська боротьба, до 71 кг | 21     |
| Клубний чемпіонат світу з боротьби 2016                       | Туреччина | команда                          | Срібло |
| Кубок Тахті 2017                                              | Туреччина | команда                          | 4      |
| Турнір Вехбі Емре і Гаміта Каплана 2017                       | Туреччина | греко-римська боротьба, до 71 кг | 5      |
| Турнір Вехбі Емре і Гаміта Каплана 2019                       | Туреччина | греко-римська боротьба, до 72 кг | Бронза |
| Гран-прі Загреба з боротьби 2019                              | Туреччина | греко-римська боротьба, до 72 кг | 9      |
| Гран-прі Угорщини з боротьби 2019                             | Туреччина | греко-римська боротьба, до 72 кг | Бронза |
| Турнір міста Сассарі з боротьби 2019                          | Туреччина | греко-римська боротьба, до 72 кг | Бронза |
| Гран-прі Іспанії з боротьби 2019                              | Туреччина | греко-римська боротьба, до 72 кг | 11     |
| Меморіал Маттео Пелліконе 2020                                | Туреччина | греко-римська боротьба, до 72 кг | Срібло |
| Відкритий чемпіонат Загреба з боротьби 2020                   | Туреччина | греко-римська боротьба, до 72 кг | Бронза |
| Гран-прі Франції Анрі Деглана 2021                            | Туреччина | греко-римська боротьба, до 72 кг | Золото |
| Меморіал Маттео Пелліконе 2021                                | Туреччина | греко-римська боротьба, до 72 кг | Срібло |
| Кубок Владислава Пітласинські 2021                            | Туреччина | греко-римська боротьба, до 72 кг | 10     |
| Турнір Вехбі Емре і Гаміта Каплана 2022                       | Туреччина | греко-римська боротьба, до 72 кг | Золото |
| Меморіал Маттео Пелліконе 2022                                | Туреччина | греко-римська боротьба, до 72 кг | Бронза |
| Міжнародний турнір Любомира Івановича-Гедзи 2022              | Туреччина | греко-римська боротьба, до 72 кг | Золото |
| Відкритий чемпіонат Загреба з боротьби 2023                   | Туреччина | греко-римська боротьба, до 72 кг | Золото |
| Турнір К. У. Кожомкула і Р. Санатбаєва 2023                   | Туреччина | греко-римська боротьба, до 72 кг | 8      |
| Меморіал Імре Поляка та Яноша Варги 2023                      | Туреччина | греко-римська боротьба, до 72 кг | Бронза |
| Олімпійський кваліфікаційний турнір з боротьби 2024 (Баку)    | Туреччина | греко-римська боротьба, до 67 кг | 6      |
| Олімпійський кваліфікаційний турнір з боротьби 2024 (Стамбул) | Туреччина | греко-римська боротьба, до 67 кг | 20     |